# كيفن مكاي (رسام)
كيفن مكاي (بالإنجليزية: Kevin McKay)‏ هو رسام أسترالي، ولد في 1966.